# Sue Thomas: F.B.Eye
Sue Thomas: F.B.Eye is een Amerikaanse misdaadserie die op de Amerikaanse televisie werd uitgezonden van 2002 tot 2005.
Deze serie is gebaseerd op een waargebeurd verhaal over de dove Sue Thomas bij de FBI in Washington.

## Rolverdeling
| Acteur          | Personage        |
| --------------- | ---------------- |
| Deanne Bray     | Sue Thomas       |
| Yannick Bisson  | Jack Hudson      |
| Rick Peters     | Bobby Manning    |
| Marc Gomes      | Dimitrius Gans   |
| Enuka Okuma     | Lucy Dotson      |
| Ted Atherton    | Myles Leland III |
| Tara Samuel     | Tara Williams    |
| Eugene Clark    | Ted Garrett      |
| Jack Jessop     | Charlie Adams    |
| Jonathan Wilson | Howie Fines      |